# Tvigölingen
Tvigölingen är en sjö i Uppsala kommun i Uppland och ingår i Norrströms huvudavrinningsområde. Sjön är 3,5 meter djup, har en yta på 0,07 kvadratkilometer och befinner sig 49 meter över havet. Vid provfiske har abborre, mört och sutare fångats i sjön.